# 哥老会
哥老会（かろうかい、ピンイン：Gēlǎohuì。乾隆年間以降）は、中国の反体制秘密結社の一つである。

## 概要
白蓮教や天地会などの影響を受けながら、清代18世紀に四川省で生まれた。清国成立後に職を失った元義勇軍の湘軍の軍人が多かったと言われている。農民の互助自衛組織として発展、湖南省・湖北省を中心に長江上流域に広がり、反清復明（はんしんふくみん）・大明回復を掲げて活動した。主に農村を基盤として流民や無産者を組織し、地主など地方有力者や知識人を指導者とし、全国で数万人の勢力があると自称していた。
1892年には湖南省の武功山を本拠とする哥老会が、軍事勢力約3000名で蜂起し、江西省湘東瀘渓の官庁や安福県の市街を乗っ取った。首謀者は平南王を称し、洪北元年の元号発布の声明を発した。進軍先の袁州などは防衛され、9月には湖南省軍に包囲されて、死者約80名を出して制圧された。
1903年の華興会の蜂起についても軍事的に支援した。
清代末期には孫文ら革命派と結び、1911年に始まる辛亥革命に重要な役割を果たしたが、中華民国成立後は反革命的な性格を強めていった。
同時代の秘密結社青幇（チンパン） に対し紅幇（ホンパン）ともよばれた。

## 関連人物
- 龔春台
- 賀竜
- 馬福益

## 日本との関わり
日本人の僧侶である釈元恭は、中国からインドやイギリスに渡り、フランスで文学博士、オランダで哲学博士、米国イリノイ大学で法学博士を取得したが、哥老会に抜擢され一大勢力をもって活動していたと言われている。